# Aespa's Synk Road
《Aespa's Synk Road》（韓語：에스파의 싱크로드）是由韓國女團Aespa主演的韓國真人實境節目。該節目於2022年12月28日至2023年2月1日在Wavve播出。節目中，Aespa成員展開了一場為期三天兩夜的冒險旅行，並在旅途中完成各種任務以獲得隱藏的“ae-key”卡。這個節目由SM C&C Studio製作，導演為陳宣美（진선미）。該節目結合了團隊合作、秘密任務，並展現了Aespa首次參與實境秀的經歷。

## 製作與簡介
2022年11月25日，有報導指出Aespa將推出她們的首個實境節目，並發布了一張概念海報，海報中成員們站在一條道路與一把鑰匙的背景前。此外，還公開了一張她們在星空下享受車頂露營的海報。這部實境網路節目由SM C&C Studio製作，導演是陳宣美。SM C&C表示，這將是該團體的首個單獨實境節目，並稱觀眾將能窺見她們全新的面貌，因為這是她們首次參加實境節目。原定於12月14日上午11點在Wavve首播，但後來改至12月28日播出。節目主預告於12月7日提前發布。在2024年1月3日晚間8點，節目還安排了一場特別直播，成員們將會分享她們首次拍攝實境節目的故事，進行問答環節，以及玩一個小遊戲。
該節目是在真實場景拍攝，而非在以Kwangya世界觀為背景的舞台上進行。拍攝地點位於江原特別自治道東海市和平昌郡的一個度假村。《Aespa's Synk Road》是一個綜藝旅行節目，成員們必須透過取得隱藏在旅行路線中的“ae-key”卡來完成“Synk Road”。取得“ae-key”卡的活動包括團隊合作來制定成功完成任務的計劃，以及在其他成員不知情的情況下單獨執行秘密任務。Aespa成員將在三天兩夜的旅行故事中展現她們四個人的“活潑”和“有趣”的首次實境秀。此外，節目還將展示成員們進行“驚險”活動、在自然中享受治癒時光，以及品嚐美食的畫面。

## 集數
| 集數 | 標題                     | 首播日期       |
| --- | ------------------------ | -------------- |
| 1 | Aespa’s Synk Road 第1集  | 2022年12月28日 |
| 在第一集中，Aespa成員展開她們首個實境秀之旅，前往江原道。這一集中，團體參加了由Super Junior成員神童透過錄影介紹的車內遊戲，展開了一場「友好的」競爭。成員們在餐廳中享用了江原道的當地美食，並表現出她們對實境秀規範的高度敏感，還向製作組提出質疑。該集最後，團體收到一份神秘的邀請，要求她們找到ae-key並完成Synk Road，開始了她們的首個任務。                                                                    |                          |                |
| 2 | Aespa’s Synk Road 第2集  | 2022年12月28日 |
| 在這一集中，節目標題正式公布，並且Aespa收到了她們在旅途中必須完成的任務。 |                          |                |
| 3 | Aespa’s Synk Road 第3集  | 2023年1月4日   |
| Aespa在進行空中滑翔任務時成功取得了第一個ae-key，接著挑戰了滑索。她們隨後參觀了位於東海的燭台石著名景點——秋巖海灘。在這裡，她們對美景讚嘆不已，並幽默地調侃了其中一位對攝影有點困難的成員。在享受秋天的海景時，一個新的ae-key任務出現了，促使成員們在沙灘上狂奔並挖地。 |                          |                |
| 4 | Aespa’s Synk Road 第4集  | 2023年1月4日   |
| Aespa成員參加了一個以江原道新鮮海鮮為主題的三道菜晚餐遊戲，包括連字遊戲和角色猜謎。 |                          |                |
| 5 | Aespa’s Synk Road 第5集  | 2023年1月11日  |
| 這集中展示了三道菜晚餐遊戲的結束，並揭曉了江原道之旅的第一個住宿地點。Aespa隨後玩了一個初聲稱讚猜謎遊戲，這個遊戲有助於她們獲得晚餐。她們還參觀了一家便利商店，為夜宵和早餐採購，Karina和Winter檢查了食材，而Giselle和寧寧則沉迷於冰淇淋的享受。然而，在結帳櫃檯時，她們面臨了預算危機，考慮是否要在第一天就屈服於預支付款的誘惑。                                                                                |                          |                |
| 6 | Aespa’s Synk Road 第6集  | 2022年1月11日  |
| 抵達住宿地後，Aespa成員對海洋景觀的寬闊陽台感到驚喜。隨後進行了一個房間分配遊戲，每個成員都為選擇自己喜愛的單人房而競爭。宿舍前的遊樂場呈現出最「恐怖」的任務，陰森的氛圍使成員們尖叫並陷入恐慌。 |                          |                |
| 7 | Aespa’s Synk Road 第7集  | 2023年1月18日  |
| Aespa離開了東海市，享受她們在平昌郡的旅行。旅行第二天早上，成員們聚集在一個房間內聊天，並透露了她們的日常生活，比如躲在被子裡。成員們各自分工，在剛起床時還穿著睡衣的狀態下準備早餐。她們隨後來到了當天的首個旅遊景點——羊駝牧場，並乘坐沿著山路延伸的單軌列車。在牧場散步並欣賞秋天的樹葉時，成員們遇見了各種動物，與牠們餵食、拍照和共度時光。完成所有觀光後，她們進行了一個個人問答任務，ae-key就此成為了賭注。 |                          |                |
| 8 | Aespa’s Synk Road 第8集  | 2023年1月18日  |
| 在享用平昌郡的牛肉午餐後，Aespa前往觀星點「六百坡地」。成員們沿著蜿蜒的山路到達山頂，並在美麗的景色前不停按下相機快門。隨後，她們圍成一圈，一邊唱歌一邊享受大自然的休憩時光，並仰望星空。她們還在觀星點進行了一個與三款零食有關的遊戲。 |                          |                |
| 9 | Aespa’s Synk Road 第9集  | 2023年1月25日  |
| 這一集揭示了Aespa首次實境秀的最後一晚。成員們換上舒適的衣服，享受茶點時光，吃著簡單的夜宵，並自由談論旅途中最難忘的地方。接著，成員們一一被叫到一個未明任務房間，並接到一個夜間的秘密任務，與ae-key有關。在接受任務後，Karina成為了「禁止者」，她禁止成員們進行所有行動，而寧寧則成為了「任務達人」。 |                          |                |
| 10 | Aespa’s Synk Road 第10集 | 2023年1月25日  |
| 在旅行的最後一天，Aespa造訪了位於鳳坪的蕎麥餐廳，享用了包括美味的蕎麥麵、煮豬肉及各式蕎麥菜餚的餐點。餐後，秘密任務的結果揭曉。 |                          |                |
| 11 | Aespa’s Synk Road 第11集 | 2023年2月1日   |
| Aespa在最終任務地點展開了一場ae-key搜尋競賽。她們需要至少再找到七個ae-key，才能完成最終的Synk Road任務。成員們出發前往此次旅行的最終地點——孝石月光山丘，尋找隱藏在山丘各處的ae-key。在這場尋寶競賽中，公佈了一個特殊規則，即找到最多ae-key的成員將獲得一個巨大獎勵。 |                          |                |
| 12 | Aespa’s Synk Road 第12集 | 2023年2月1日   |
| 在這一集中，舉行了一個「照片人」遊戲，成員們需要用即拍即印的相機拍攝其他成員的眼睛、鼻子和嘴巴，並繼續進行ae-key尋找任務。此外，遊戲過程中製作了需要銷毀的傳奇照片。任務結束後，成員們重新聚集在一起查看結果。最後，她們在一間咖啡廳中結束了節目，談論了她們在下一次旅行中想做的事情，並對製作組表示感謝，表達了她們對首次實境節目的深厚感情                                                                      |                          |                |

## 發行與反應
2024年6月19日，宣布《Aespa's Synk Road》將發行DVD。該DVD一經發行，便在OriconDVD排行榜上達到第六名，並連續三週榜上有名。